# Михайлов, Дмитрий Михайлович
Дмитрий Михайлович Михайлов (род. 3 октября 1979, Ленинград) — российский хоккеист, нападающий.
Воспитанник ленинградского хоккея. В первенстве России дебютировал в сезоне 1996/97, выступая во второй (первая лига) и третьей командах СКА. В следующем сезоне играл за СКА-2 и «Ижорец». В сезоне 1998/99, продолжая играть за СКА-2, дебютировал в Суперлиге в составе СКА (в этом же сезоне играл его тёзка-однофамилец Дмитрий Геннадьевич Михайлов). Сезон 1999/2000 отыграл в высшей лиге за петербургский «Спартак», сыграв также три матча в первой лиге за СКА-2. Следующий сезон провёл в СКА. С сезона 2002/03 играл за СКА, СКА-2 и «Спартак». Со следующего сезона выступал в высшей лиге за «Спартак», по ходу сезона 2006/07 перешёл в клуб первой лиги «Питер». Сезон 2007/08 отыграл в белорусской Экстралиге в составе клуба «Химик-СКА» Новополоцк, следующий сезон провёл высшей лиге России в клинском «Титане». Затем играл в Экстралиге за «Шинник» Бобруйск (2009/10) и «Брест» (2010/11 — 2011/12) и киевский «Беркут» из чемпионата Украины (2011/12 — 2012/13).
Тренер в системе СКА.